# Cod ATC D04
Cod ATC D04 este o parte a Sistemului de clasificare Anatomo Terapeutico Chimică.
D Preparate dermatologice
D 04 Antipruriginoase, inclusiv antihistaminice, anestezice de uz local